# Convulsionnaires
Vous lisez un « article de qualité » labellisé en 2009.
Le vocable « convulsionnaires » est forgé au XVIIIe siècle, à partir du terme médical « convulsion ». En effet, il sert à l'origine à désigner collectivement des individus atteints de troubles mentaux qui, lors de transes mystico-religieuses, présentent des convulsions, entre autres manifestations spectaculaires. Le terme est ensuite appliqué dès 1731 à un mouvement politico-religieux né dans le contexte de l'opposition janséniste à la bulle Unigenitus et à la répression politique et religieuse des prêtres appelants. Ce mouvement est défini par ses acteurs comme l'« Œuvre des convulsions ».
Le mouvement convulsionnaire est riche d'interprétations. Il se situe au carrefour de l'histoire du jansénisme, de pratiques religieuses traditionnelles, d'un sentiment d'indignation du petit peuple parisien, de la naissance de l'opinion publique et du monde sectaire. Il évolue durant le XVIIIe siècle et pousse ses derniers développements jusqu'au cœur du XIXe siècle.
À la fois religieuse et scandaleuse, l'« œuvre des convulsions » est objet d'attention, de réprobation et d'interrogations pour ses contemporains, tout en étant fermement condamnée par l'Église. Les convulsions sont souvent vues comme une déchéance du jansénisme. Au milieu du XIXe siècle, Sainte-Beuve parle ainsi, dans son Port-Royal, d'« ignominie des convulsions ».
Pour saisir ce que fut le mouvement convulsionnaire, il faut faire coexister la rationalité pure avec les pratiques religieuses populaires teintées de merveilleux qui font le quotidien des quartiers commerçants du Paris de la première moitié du XVIIIe siècle. L'origine des convulsions tient à la querelle janséniste. Si les convulsions semblent ne rien avoir de commun avec l'austère piété des habitants de Port-Royal des Champs, leur existence est pourtant directement liée à la persécution contre les religieuses et les prêtres liés au jansénisme.
Nota bene : l'orthographe des citations de documents d'époque a été conservée.

## Du jansénisme aux convulsions

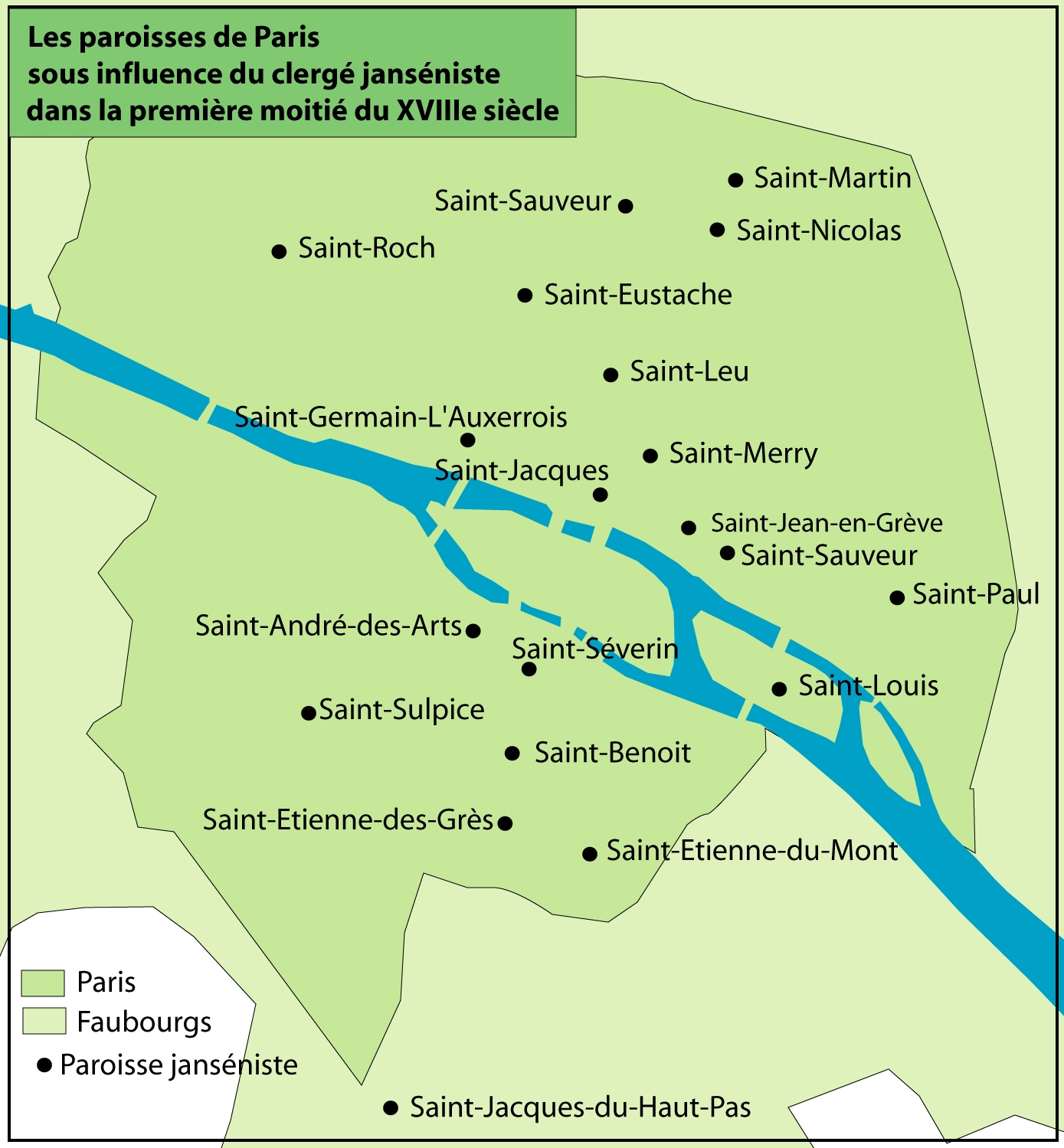
Les paroisses jansénistes parisiennes dans la première moitié du XVIIIe siècle.

La proclamation de la bulle papale Unigenitus en 1713 a théoriquement mis fin à la controverse janséniste. Condamnation ferme du jansénisme, ce texte rejette les thèses jansénistes sur la grâce et la prédestination. Cependant cela n'empêche pas une certaine démocratisation du débat, qui se restreint de moins en moins à un simple débat théologique réservé aux élites. Le petit peuple de Paris a pris fait et cause pour le clergé janséniste. Celui-ci, présent dans les quartiers populaires du centre de Paris, se distingue souvent par sa simplicité, sa pratique de la charité et la qualité de la vie spirituelle qu'il offre aux fidèles. Dans les années 1730, près de la moitié des prêtres de ces quartiers se situe dans la mouvance jansénisante.
Alors que la Régence rompt avec l'autoritarisme de la fin du règne de Louis XIV, un grand nombre d'évêques, de prêtres, de moines, et même de laïcs fait « appel » de la bulle Unigenitus auprès du pape. On les nomme les appelants. Ils sont condamnés par les autorités ecclésiastiques, mais leur condamnation est mal acceptée par le peuple parisien, qui commence à s'intéresser, selon l'expression de l'époque, aux « affaires du temps ». Cette naissance de l'opinion publique est favorable aux jansénistes, d'autant plus qu'elle est tenue au courant de toutes les affaires par les Nouvelles ecclésiastiques, journal clandestin janséniste qui est très diffusé dans les milieux populaires.
La cause janséniste est donc devenue une cause populaire. Elle lie dans un sentiment d'opposition au pouvoir et à Rome toute une part de la population parisienne : clercs, gens de la robe (avocats, parlementaires, etc.), petit peuple, qui sont prêts à prendre le parti des jansénistes.

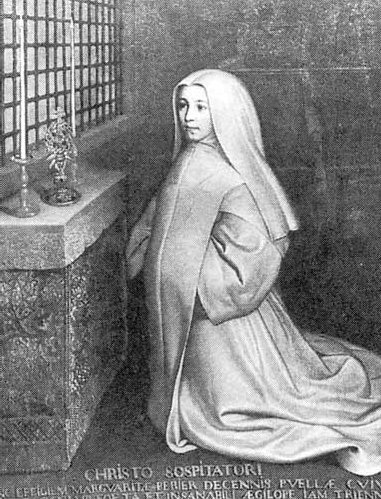
Marguerite Périer, nièce de Blaise Pascal, guérie par le miracle de la Sainte-Épine.

D'autre part, le mouvement janséniste a toujours fait une part importante aux miracles. C'est pour lui une manière de sentir l'approbation divine. Ainsi, le miracle de la Sainte-Épine, qui guérit la jeune Marguerite Périer en pleine période de condamnation du jansénisme, est-il vu comme une intervention de Dieu en faveur de sa cause.
Au début du XVIIIe siècle, alors que la condamnation du jansénisme est définitive, il ne reste donc plus que le recours à Dieu pour défendre sa cause.
Les premiers miracles liés aux appelants ont lieu dans les années 1720. Celui de madame Lafosse fait autant de bruit à Paris que celui de Marguerite Périer en 1656 : le 31 mai 1725 la dame Lafosse, qui souffre de pertes de sang « qui l'avaient réduite à l'extrémité » depuis une vingtaine d'années, suit la procession de la Fête-Dieu. Elle est subitement guérie, alors même que le prêtre qui portait l'ostensoir, Jean-Baptiste Goy, est appelant. Le miracle est reconnu comme une preuve de la présence réelle, et la paroisse Sainte-Marguerite, où il a eu lieu, le commémore pendant près d'un siècle. Ce miracle attire l'attention du monde parisien : Voltaire cherche à savoir si le miracle est véridique, rencontre la femme et lui offre une somme d'argent qu'elle refuse. Cela n'empêchera pas le philosophe de dénigrer le miracle quelques années après, dans son Siècle de Louis XIV, en disant que « le Saint-Sacrement guérit en vain la femme Lafosse, au bout de trois mois et en la rendant aveugle ».
Deux ans après meurt Gérard Rousse, un chanoine du diocèse de Reims, prêtre et appelant. Sur sa tombe se multiplient alors les miracles, comme ceux de la dame Stapart et d'Anne Augier. Des gravures de Jean Restout sont diffusées largement et illustreront par la suite le livre de Louis Basile Carré de Montgeron, La vérité des miracles de M. de Pâris démontrée contre M. l'Archevêque de Sens (1737). Ces miracles sont très populaires.
Le mouvement convulsionnaire naît, en tant que tel, des événements qui se produisent sur la tombe d'un simple diacre appelant, mort en 1727 : François de Pâris.

## Le diacre Pâris et le cimetière de Saint-Médard

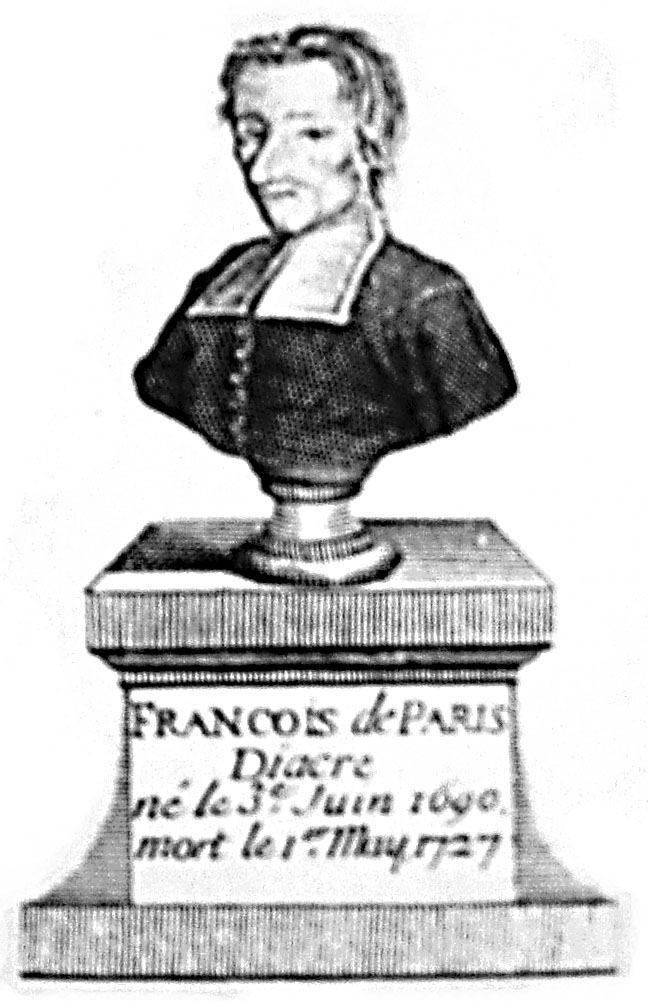
Gravure d'un buste représentant le diacre François de Pâris.

Autour de la tombe de François de Pâris, dans le cimetière de l'Église Saint-Médard de Paris, ont lieu successivement entre 1727 et 1732 des guérisons miraculeuses et des « crises de dévotion » se manifestant chez les fidèles par des convulsions généralisées.
François de Pâris, un diacre célèbre pour sa charité dans le quartier Saint-Médard de Paris, meurt le 1er mai 1727 en léguant tous ses biens aux pauvres. Des miracles sont rapportés sur sa tombe dès le jour de son enterrement : peu après l'inhumation une femme paralysée du bras se déclare guérie. Très vite le cimetière est fréquenté par des curieux, des malades, des Parisiens de toutes conditions dont le comportement étrange s'explique par le fait que le défunt diacre est considéré comme un saint par le peuple. Certains malades touchent sa tombe dans l'espoir d'être guéris. D'autres se couchent dessus ou prélèvent la terre qui l'entoure, y voyant une relique aux propriétés miraculeuses.
À partir de juin 1731, les guérisons soudaines se multiplient et certains malades commencent à présenter des mouvements convulsifs dans le cimetière. Un scandale a même lieu le 7 août 1731 : une dame Delorme, souhaitant se moquer des miracles auxquels elle ne croit pas, se rend au cimetière et se retrouve soudainement frappée de paralysie. Elle avoue devant notaire son intention de dénigrer les miracles et cette affaire pousse l'archevêque de Paris, Charles de Vintimille, à affirmer dans un mandement qu'ils sont faux, et que ce culte des reliques doit cesser.
Les convulsions paraissent scandaleuses et sont dénoncées par la police royale : « Ce qu'il y a de plus scandaleux », dit un indicateur, « c'est d'y voir des jeunes filles assez jolies et bien faites entre les bras des hommes, qui, en les secourant, peuvent contenter certaines passions, car elles sont deux ou trois heures la gorge et les seins découverts, les juppes basses, les jambes en l'air… ». Appelés à juger, les médecins du roi ne voient dans le phénomène qu'une imposture. Cet aspect scabreux des scènes de convulsions n'échappe pas à la police du roi : le 27 janvier 1732, une ordonnance du roi déclare qu'on cherche à Saint-Médard à abuser de la crédulité du peuple et, en conséquence, le cimetière est fermé. Immédiatement, un petit distique ironique fleurit et se répand dans Paris : « De par le roi, défense à Dieu / De faire miracle en ce lieu ».

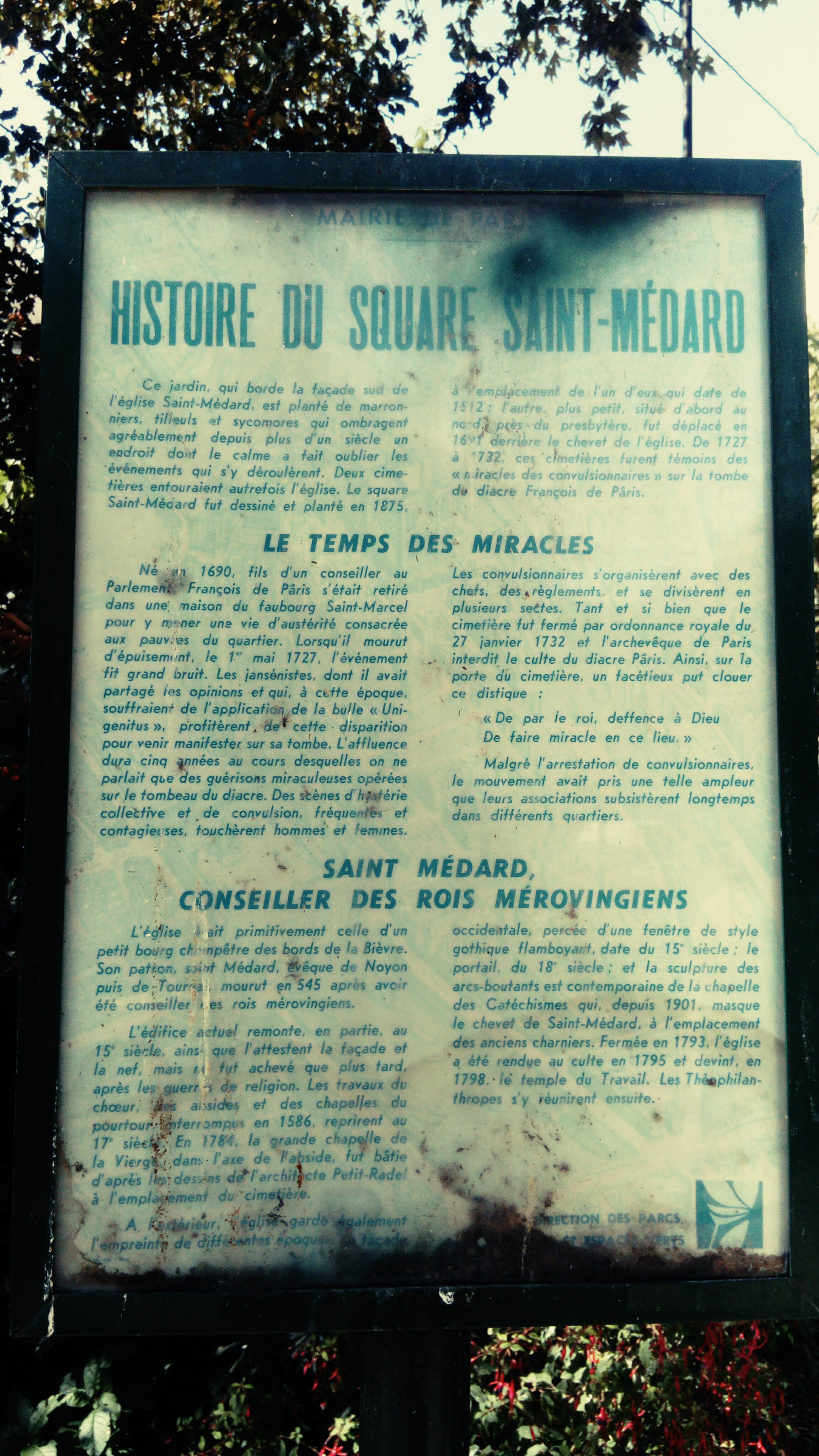
Panneau de la mairie de Paris relatant l'histoire du square Saint-Médard et de ses convulsionnaires.

Le phénomène des convulsionnaires devient vite très populaire et, comme dans la querelle des Appelants, son aspect religieux n'y sert que de prétexte dans les prises de position contrastées qu'il suscite :

« Car voilà dans cette ville deux partis bien formés sous prétexte de religion, les jansénistes et les molinistes, sur des faits, des distinctions et des interprétations que la plupart des uns et des autres n'entendent pas ; mais qu'importe ! Le parti des jansénistes est plus fort de vrai et entêté comme un diable. Les femmes, femmelettes, jusqu'aux femmes de chambre qui s'y feraient hacher. »

## Apparition des secours
Le terme « convulsionnaire » apparaît spontanément à la fin de l'année 1731. Il n'a alors aucune connotation médicale et est parfaitement inconnu des traités de médecine de l'époque. Il est utilisé à la fois par les partisans des convulsions et par leurs détracteurs, qui parlent cependant aussi de « convulsionnistes ».
Un long rapport de police du 13 décembre 1747 signale la participation active de concierges et guichetiers : "Le concierge du Fort l’Évêque reçoit quelquefois des jeunes gens que les parents lui amène en forme de correction....La Concierge des prisons de St Martin reçoit des jeunes filles chez elle au moyen de 30 livres par mois. C'est la nommée Sœur Geneviève qui leur fait la correction..... Il s'y tient fort souvent des assemblées de Convulsionnistes dans un endroit qu'on appelle la chambre des Convulsions. La dite Concierge est de toutes les assemblées..."

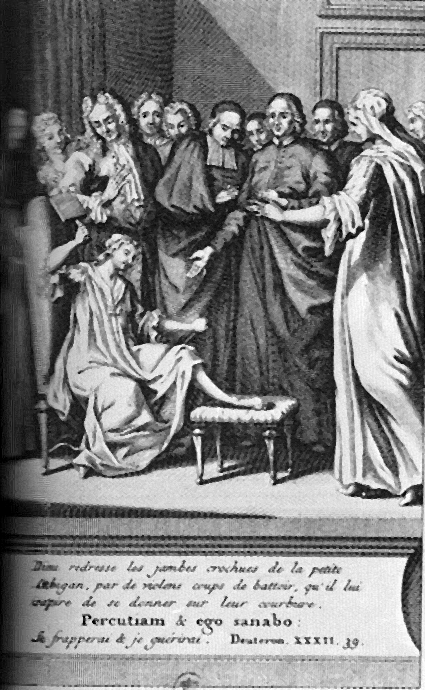
Séance de secours : une femme se frappe à coups de battoir. La légende de la figure indique : Percutiam et ego Sanabo (« Je frapperai et je guérirai » - Deutéronome, 39). Gravure anonyme du XVIIIe siècle

Après la fermeture du cimetière Saint-Médard, les convulsionnaires se réunissent dans des lieux privés, salons, caves ou greniers. Les séances se déroulent devant un public restreint formé de partisans convaincus. Les convulsions changent progressivement de signification : de signes de guérison, elles deviennent les manifestations d'une agression du corps du convulsionnaire. Celui-ci demande alors aux autres assistants de le « secourir ». Les secours deviennent alors une action des assistants pour détendre et soulager le convulsionnaire. Il s'agit de tirer ou presser ses membres crispés, de l'aider à supporter l'agression. Les médecins et apothicaires du temps se penchent sur le phénomène, surpris de l'absence de douleur des convulsionnaires :

« On le fit approcher d'une petite couchette ou était la convulsionnaire en convulsion. Il examina tous ses mouvemens et aidait comme les autres à empêcher qu'elle ne se blessât en tombant ou en se heurtant. Ces sortes d'agitations irrégulières aiant duré quelques tems, il fut fort surpris de voir tous les membres de cette fille se raccourcir. Alors, examinant de près et touchant sa poitrine et tous ses membres, il remarqua une contraction de nerfs, qui devint par progression si violente que tout son corps se défigurait d'une manière monstrueuse […]. Il nous dit tout d'un coup : tirés-la donc, Messieurs, car elle va mourir. […] Enfin, la contraction redoublant toujours, il nous fit mettre jusqu'à 5 sur chaque membre, que nous tirâmes de toutes nos forces. »

Rapidement, on donne à ces crispations, ces convulsions martyrisantes, une signification symbolique adaptée au contexte de lutte du moment : le convulsionnaire représente l'Église souffrante, persécutée, contrainte de subir les attaques commises contre la Vérité. Les secours sont alors des figurations des attaques menées contre l'Église. L'Église figurée par les corps des convulsionnaires n'est pas l'Église réelle du temps, mais l'Église idéale des convulsionnaires, celle où les jansénistes ne seraient pas attaqués et où la bulle Unigenitus n'existerait pas :

« Elles tiraient de toutes leurs forces et pour leur en donner davantage, on tirait ces deux demoiselles par les épaules de façon qu'il y avait 4 personnes occupées à ce secours. Pendant cette opération, sœur Françoise [la convulsionnaire] s'écriait : « tirez fort, arrachez ». C'était aynsi qu'ils arrachaient l'Église comme on m'a rapporté qu'elle l'avait dit la veille. »

Les séances convulsionnaires deviennent des mises en scène de la persécution. Les secours se font de plus en plus violents, et la résistance aux coups est une justification de l'efficacité de la grâce et des prises de position des convulsionnaires : leur action est juste puisque les personnes récipiendaires des secours ne semblent pas éprouver de douleur.
On « joue » également, lors de ces séances, des scènes de persécution de l'histoire de l'Église : « Elle représentait aussi un Christ étendu ayant pour lors les bras et les pieds raides comme des barres de fer. Elle figurait également la descente de Croix et estait pour lors comme une personne véritablement morte. Elle représentait aussi les supplices de St Pierre, c'est-à-dire crucifiée la teste en bas […]. Dans le commencement de ce supplice elle chantait quelquefois un magnificat et d'autrefois un cantique, elle paraissait véritablement morte. […] Ses bras et ses pieds absolument raides, sans mouvement, elle renaissait ensuite ».

## Désaccord au sujet des convulsions chez les jansénistes

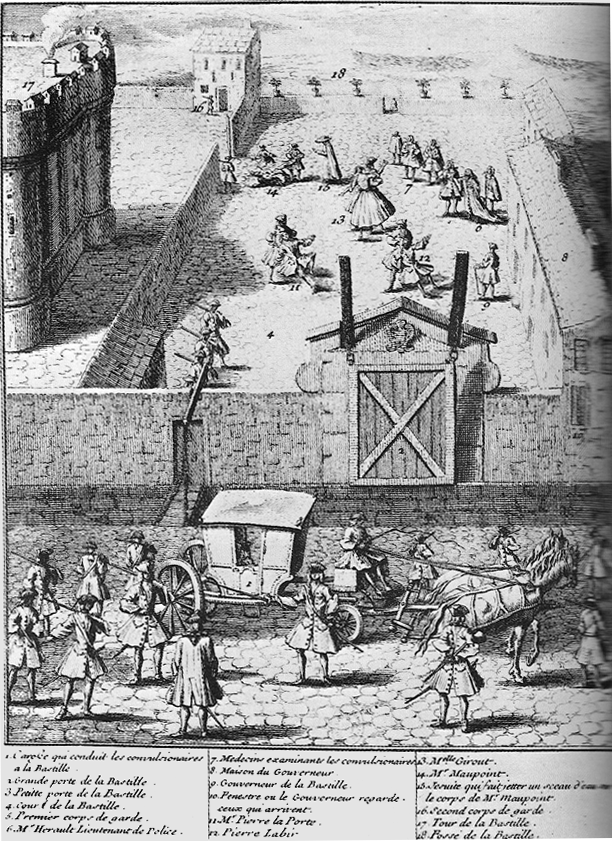
Convulsionnaires à la Bastille. Gravure anonyme du XVIIIe siècle.

Ces séances inquiètent le pouvoir, et Louis XV, dans une ordonnance de 1733, interdit ces réunions. S'ensuit une vague d'arrestations, qui conforte les convulsionnaires dans leur idée qu'ils sont un petit nombre d'élus persécutés parce qu'ils défendent la Vérité. Ils se comparent aux chrétiens des premiers temps de l'Église.
Environ 250 convulsionnaires sont arrêtés entre 1733 et 1760. La majorité d'entre eux sont des femmes d'origine populaire et la plupart ne font que de courts séjours à la Bastille, reprenant leurs activités convulsionnaires dès leur sortie.
Une partie des jansénistes se méfie cependant de plus en plus des convulsions. L'épiscopat se divise sur le sujet. Si Soanen et Colbert de Croissy y sont plutôt favorables, leurs collègues considèrent que l'œuvre ne peut qu'être d'inspiration démoniaque. Les séances sont soupçonnées d'être le lieu d'indécences et certains religieux convulsionnaires prennent une place démesurée à leurs yeux, passant pour des incarnations d'Élie, comme Pierre Vaillant qui dit être une incarnation du prophète et mène le groupe des Vaillantistes. Certains, qu'on appelle mélangistes, hésitent à condamner totalement l'Œuvre des convulsions. Ils estiment qu'il y a dedans du bon et du mauvais, sans parvenir à démêler dans les convulsions ce qui est l'œuvre de Dieu et l'œuvre d'un égarement de l'esprit humain (voire du Diable). Dans cette impossibilité de jugement, ils voient une image du monde, partagé alternativement entre le bien et le mal. Ils ne doutent pas que l'origine des convulsions soit divine, mais ils jugent que les convulsions ne sont pas toujours de qualité divine.
Chez les théologiens jansénistes, la division est assez nette : Jacques-Vincent Bidal d'Asfeld, Gabriel Nicolas Nivelle et Nicolas Petitpied condamnent fermement les convulsions. À l'inverse, Laurent-François Boursier et l'abbé d'Étemare, ainsi que les rédacteurs des Nouvelles ecclésiastiques, sont plutôt sur une position mélangiste. Le cardinal de Fleury exploite ces divisions, en subventionnant secrètement les écrits jansénistes anti-convulsionnaires. Le Parlement prend publiquement position contre l'Œuvre des convulsions en 1735, afin de ne pas perdre son crédit dans sa lutte contre le pouvoir royal.
C'est dans ce contexte que Louis Basile Carré de Montgeron tente de réconcilier jansénisme appelant et convulsionnaires, par la rédaction de son ouvrage La vérité des miracles de M. de Pâris démontrée contre M. l'Archevêque de Sens, publié et présenté au roi en 1737. Le livre a un certain succès, il est réimprimé deux fois jusqu'en 1747, mais son auteur est immédiatement incarcéré.

## Les prophéties convulsionnaires

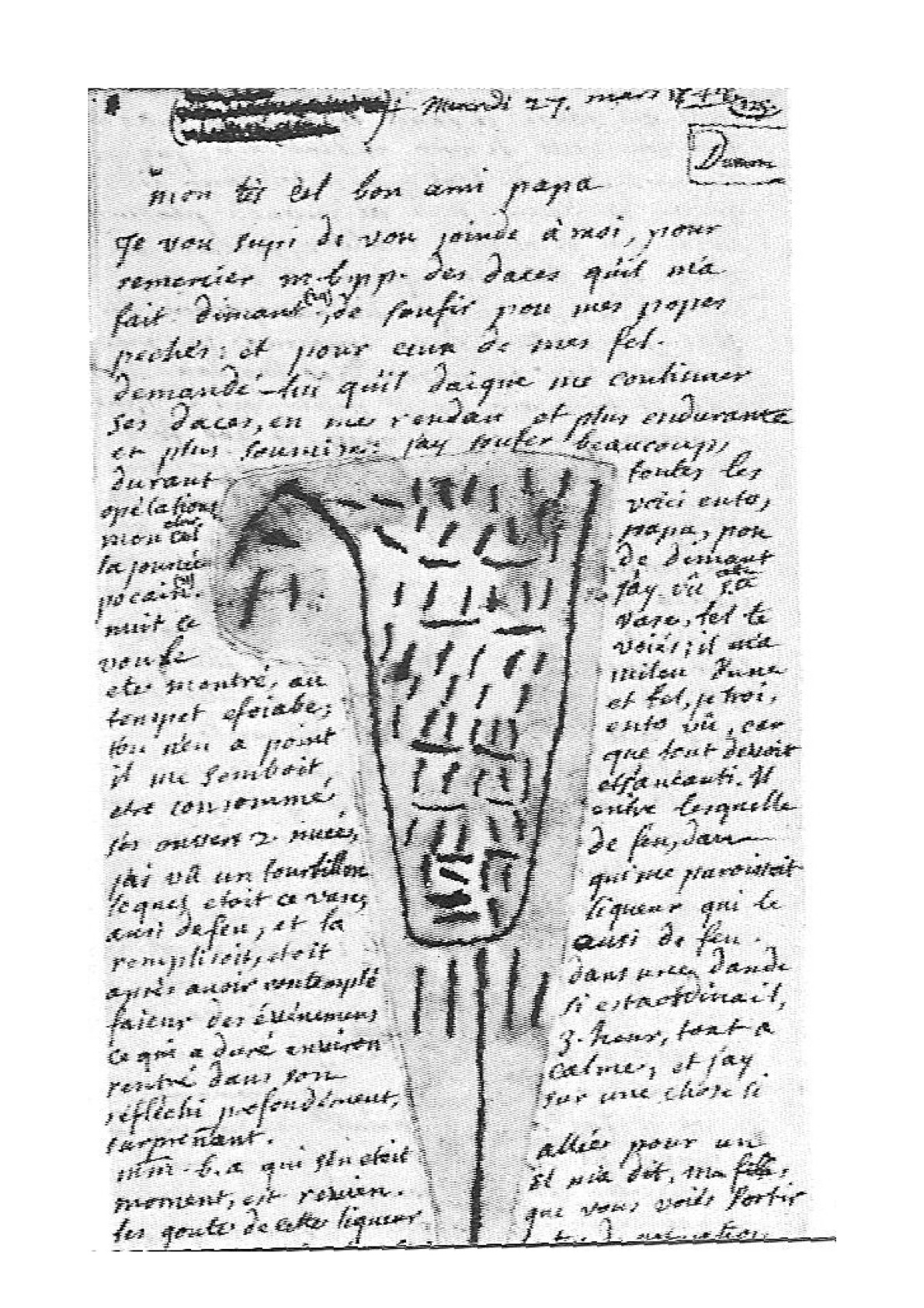
Transcription du discours d'une convulsionnaire, 1747. Au milieu, dessin d'un tatouage, c'est-à-dire des incisions sur la peau figurant un dessin sacré (ici un vase).

Les secours s'accompagnent de discours, soigneusement pris en note par les assistants. Dans ces discours, le figurisme est très présent. Il y a deux types principaux de discours. D'une part, des discours relatant des visions qu'ont les convulsionnaires pendant les séances de secours, et d'autre part des discours apparemment incohérents ou exprimés en langues étrangères.
Le premier type de discours est de nature souvent prophétique. Le convulsionnaire décrit des visions de style apocalyptique :

« La sœur Font. retombe en convulsions sur les six heures et demie du matin à terre et appuyée sur une sœur dit : Ô Capharnaüm, ville impénitente, ville orgueilleuse, t'élèveras-tu toujours jusqu'au ciel, ville détestable. Ô ville qui persécute les saints, ville qui met à mort les enfants de Dieu, ville toute remplie de la plus superbe vanité, ville toute remplie de l'orgueüil et de l'impureté de Sodome, ville où les démons des vices font leur demeure et leur thrône, ville de bonne chère, d'oisiveté et de fainéantise dans les petits et dans les grands, ville où les ministres du Seigneur en jurant en son nom sacrifient tout à la fois à deux idoles [formulaire et constitution] qu'il déteste et qu'il abhorre. Ah ! Ville où le prince des ténèbres regne de toutes parts et où il semble dominer les enfans de Dieu en les faisant jetter par ses supots dans de noires et obscures prisons. »

Les convulsionnaires font très souvent des « voyages » qu'ils racontent au fur et à mesure, ou une fois que la séance est terminée. Ces récits pris en note par les spectateurs mettent souvent en scène la Jérusalem céleste :

« Description de ce que je puis resouvenir de la vision qu'il a plu à Dieu de me donner en convulsion. […] Je me suis trouvé dans une ville superbe tant par la beauté et la richesse de ses édifices que par le bonheur et la félicité de ses habitants. Le soleil qui l'éclairait n'occupait pas un point du firmament comme le nôtre mais remplissait tout le ciel visible. En le considérant du lieu spacieux et élevé où j'étais, il ne bordait son étendue qu'à l'horizon et il couvrait de sa grandeur le firmament de tous côtés. […] J'apercevais aisément une multitude de personnes qui chantaient par petites troupes dans chaque maison et d'autres qui étaient assis et qui mangeaient toutes sortes de fruits. Autant ils en arrachaient aux arbres, autant il s'en formaient tout d'un coup de nouveaux et tout cela n'était que de l'or embrasé en transparence comme le verre… »

Les plus étranges discours convulsionnaires sont incompréhensibles. Reflétant l'état d'esprit perturbé des frères et sœurs, ils sont soit composés de répétitions de mots, soit des discours au ton enfantin, à l'image de la relation qu'ont parfois certaines sœurs convulsionnaires avec leurs directeurs de conscience, qu'elles appellent « papa ». Pour Catherine Maire, un discours tel que celui de Madame Laveine en 1736 (« Nos amis brouille, brouille, nos parents brouille, brouille brouille, nos bienfaicteurs brouille brouille, nos pères brouille brouille, nos conducteurs brouille brouille, nos maîtres brouille brouille, nos pontifes brouille brouille, nos juges brouille brouille… ») reflète l'intense désarroi de ces groupes marginalisés dans leur vision apocalyptique et figuriste de l'Église et des temps contemporains. Ils relativisent également le qualificatif de millénariste fréquemment accolé au mouvement convulsionnaire, puisqu'il ne promet pas de paradis proche, le monde étant « complètement dans l'erreur et les ténèbres depuis la promulgation de la Bulle Unigenitus. Plus de direction ferme : leur univers est de part en part menacé par la perte de la topographie et des repères religieux traditionnels ».

## L'enfermement et les grands secours
La condamnation des convulsions pousse les adeptes à se renfermer encore davantage dans des groupes clandestins et de plus en plus marginalisés. Les secours deviennent « meurtriers », c'est-à-dire qu'on utilise des objets qui augmentent la violence des séances.
Les secours sont observés par des médecins, curieux de vérifier si les convulsionnaires ne simulent pas leurs tortures. Ainsi l'un d'eux, interrogé par un lieutenant de police, divise-t-il les secours en cinq classes :

« Première classe : coups de poing et de pieds, foulements de pieds sur le corps, tirement de membres. 

Deuxième classe : pressions violentes.

Troisième classe : coups de bûches.

Quatrième classe : secours d'épées perçantes et non perçantes, et clous enfoncés dans les diverses parties du corps à coups de marteau.

Cinquième classe : crucifiement. »

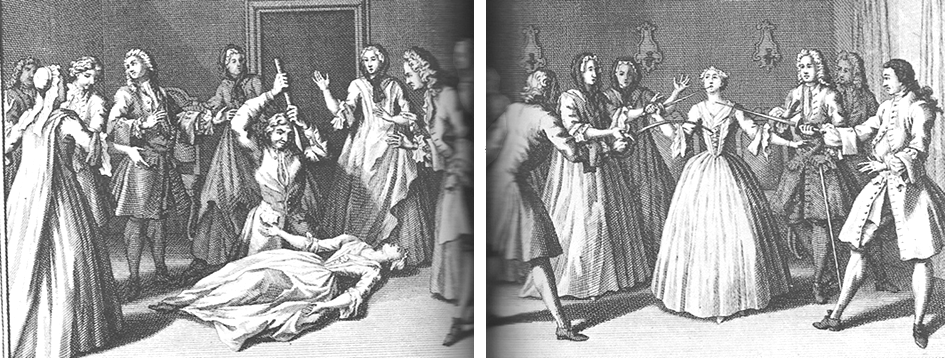
Séance de « secours » convulsionnaires. Gravure anonyme du XVIIIe siècle

Plus le mouvement est marginalisé, plus les séances de secours sont des représentations de scènes : ainsi, le corps d'une « sœur » est labouré à coups de bêche, frappé à coups de chaînes et de marteaux, griffé avec des cardes de perruquier, avant d'être lapidée pendant un « voyage au calvaire » au mont Valérien, puis enterrée vive. Les frères ou sœurs suppliciés ne se plaignent pas de la douleur, au contraire. Ils la goûtent et demandent davantage de supplices, estimant être soulagés par ces secours : « La bûche ne pouvait lui suffire mais pour l'épée qui la soulageait bien davantage, elle la baisait et la caressait comme quelque chose qu'un enfant aimerait beaucoup. En général, les secouristes sont plutôt tendus de fatigue que la sœur rassasiée de secours. Elle a dit : « que Dieu se choisira les enfans qui se retireront dans des coins et qui sentiront là tous les coups que l'on porte à notre bonne mère l'Église ».
Le secours suprême est le crucifiement. Il est pratiqué sur quelques frères ou sœurs très en vue dans le mouvement, et parfois très régulièrement, à partir de la fin des années 1750. Ainsi un jeune homme a-t-il été crucifié dix-huit fois en six mois en 1765. Ce crucifiement est l'identification totale du corps du chrétien au corps du Christ crucifié. La pratique du crucifiement finit par supplanter les autres secours et se passe de discours connexe ou de commentaires : « Il y a actuellement à la fin de 1783 beaucoup de crucifiements et d'opérations surnaturelles des plus prodigieuses où les convulsionnaires conservent toute leur présence d'esprit. Il y a peu de discours en comparaison de ce qui a été jusqu'alors ».
Les partisans des grands secours ne sont pas forcément des convulsionnaires coupés de la réalité et enfermés dans une logique sectaire. Augustin Gazier souligne ainsi le paradoxe de ces personnes, tout à fait respectées dans leur vie publique, et adeptes des secours les plus violents dans leur intimité :

« Il ne l'était pas davantage (fou), l'avocat au Parlement Olivier Pinault, qui a publié des ouvrages estimés, notamment une bonne édition des Lois ecclésiastiques du célèbre jurisconsulte de Héricourt, et qui fut jusqu'à la Révolution, sous le nom de Frère Pierre, le plus qualifié des convulsionnaires. Il a joué dans ce qu'on appelle l'Œuvre des convulsions, à titre d'acteur, de témoin et d'orateur, un rôle de tout premier ordre […]. Il a même, au dires de quelques-uns, été crucifié un certain nombre de fois, ce qui ne l'empêchait point d'exercer sa profession d'avocat, de plaider avec succès et d'être très considéré par ses confrères »

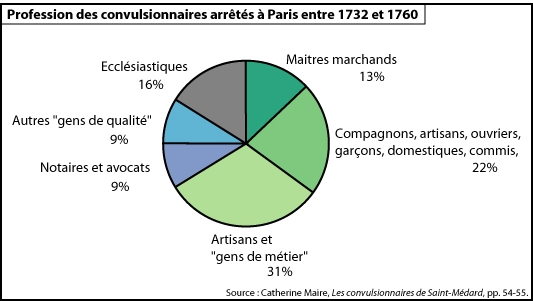
Professions des convulsionnaires arrêtés à Paris. On note la nette prédominance des classes populaires.

Le recrutement parisien, étudié par Catherine Maire, met en évidence tout d'abord le nombre de femmes dans les séances convulsionnaires. Elles sont plus de 60 % et ont un rôle central dans les secours et prophéties. Certaines « sœurs » font même figure de chefs du mouvement, ou au moins d'inspiratrices : la sœur Angélique Babet, dite « la paysanne », la sœur Brigitte ou la sœur Holda (au tournant du XVIIIe siècle et du XIXe siècle) sont ainsi les figures centrales de groupes de plus en plus restreints. Elles reçoivent des secours très violents, prophétisent et correspondent avec les autres groupes.
Socialement, les groupes parisiens sont essentiellement constitués par la classe moyenne : 66 % des indications de profession s'y concentrent, avec une majorité d'artisans et de « gens de métier », mais aussi 13 % de maîtres marchands et 22 % de compagnons, apprentis, domestiques, commis et ouvriers. La part du clergé est assez faible : 16 % et celle des « gens de qualité » approche les 18 %, dont la moitié sont des notaires ou avocats.

## Extension du mouvement: le pinélisme

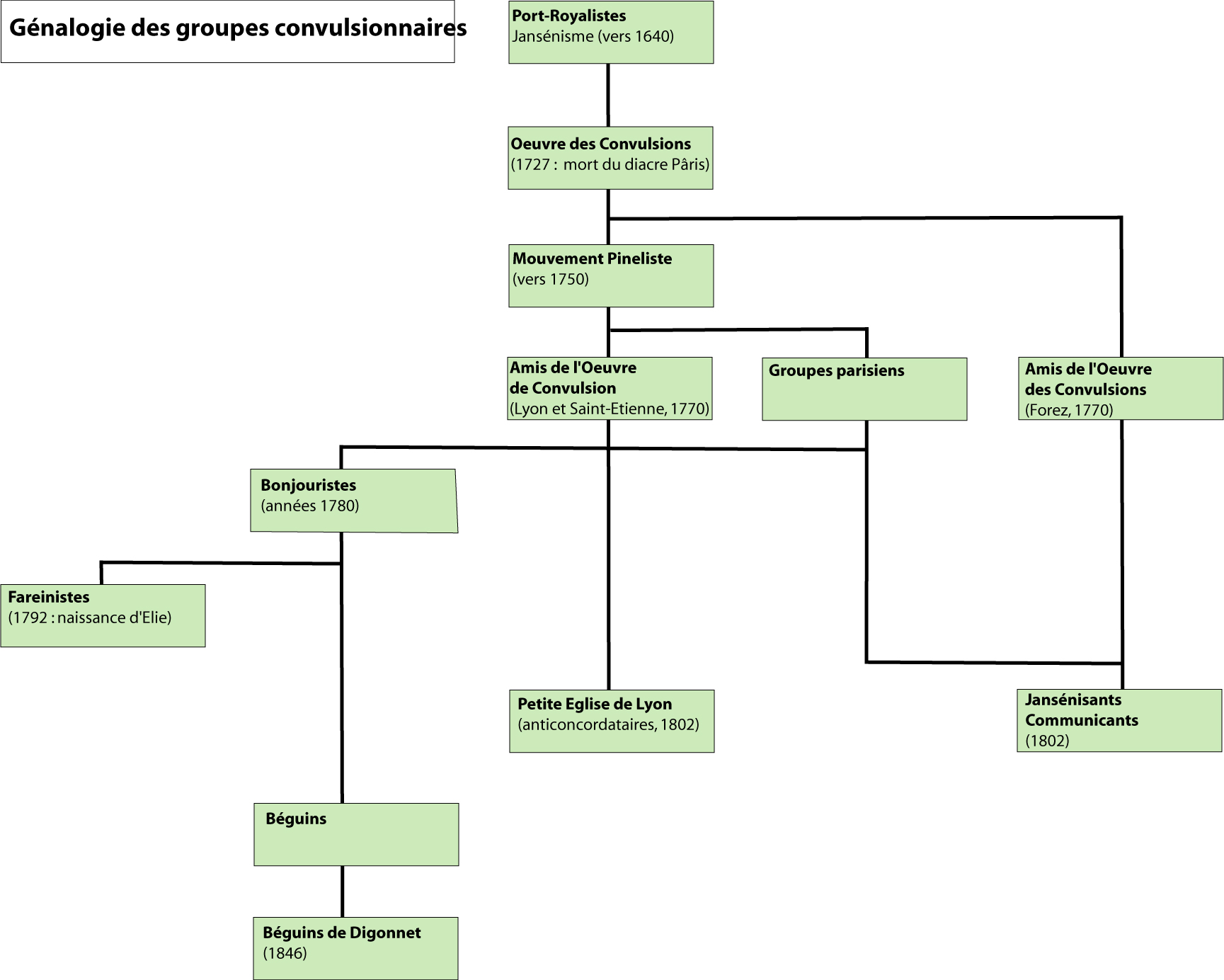
Organisation et généalogie des groupes convulsionnaires

Le mouvement convulsionnaire est au départ essentiellement parisien. Mais petit à petit, il gagne les provinces, notamment par l'action de Michel Pinel, un prêtre oratorien convulsionnaire proclamé premier pontife de l'Œuvre.
Au milieu du XVIIIe siècle, il quitte son ordre et son poste de professeur à Vendôme pour se consacrer à l'« Œuvre des convulsions ». Il s'entoure de deux sœurs convulsionnaires qui prophétisent et reçoivent des secours : la sœur Angélique Babet, dite « la paysanne » d'abord (de 1734 à 1747) puis la sœur Brigitte, et à nouveau la sœur Angélique à partir de 1772.
Michel Pinel circule en France et répand une vision figuriste et organisée des temps contemporains. Il propage les convulsions notamment par l'intermédiaire de l'ordre de l'Oratoire. On le voit à Saumur, dans le Languedoc, à Lyon. Il a publié les discours des deux prophétesses dans un Horoscope des temps ou conjonctures sur l'avenir fondées sur les Saintes Écritures et sur de nouvelles révélations (sans date). Mélange de figurisme et de prophéties, cet ouvrage qui circule énormément dans la France du milieu du XVIIIe siècle annonce l'avènement prochain d'Élie et le retour des Juifs. Le thème de la conversion des juifs est particulièrement récurrent dans les discours pinélistes. C'est un préalable au retour d'Élie et au règne du Christ.
Le pinélisme s'implante particulièrement à Lyon, et de là dans toute la moitié sud de la France. C'est la branche la plus importante du mouvement convulsionnaire. Elle est également à la source de la hiérarchie convulsionnaire : Michel Pinel, le Pontife, est assisté par ses prophétesses (Angélique devient d'ailleurs « secrétaire du défunt » lorsqu'il meurt en 1777 et continue son œuvre), gardant le siège de l'Œuvre à Paris. Des chefs régionaux (prêtres le plus souvent) se réunissent régulièrement et adressent aux sœurs leurs demandes. Eux-mêmes sont épaulés par des ministres qui dirigent les assemblées locales, avec des frères et des sœurs convulsionnaires de moindre importance. Certains laïcs sont chargés de défendre « au-dehors » et en public la cause de l'Œuvre, tandis que les clercs restent plus en retrait.

## Les communautés convulsionnaires en province
Le mouvement convulsionnaire est au départ essentiellement parisien. En province, les miracles sont connus avec retard, et les événements qui se passent à Paris sont d'abord vus dans une conception plus traditionnelle du miracle. Alors que les groupes parisiens s'enferment dans la plus sévère clandestinité, à partir des années 1770 des groupes se forment en province, et notamment à Lyon et dans sa région.

### L'exemple lyonnais
Le mouvement lyonnais, particulièrement étudié par Jean-Pierre Chantin, est né directement en relation avec le mouvement parisien. Les Lyonnais sont en contact étroit et de subordination au père Michel Pinel et à la sœur Angélique Babet.
On considère souvent le diocèse de Lyon dans la deuxième moitié du XVIIIe siècle comme un refuge pour les jansénistes au même titre que ceux d'Auxerre ou de Troyes. En effet ces diocèses sont dirigés par des évêques sinon jansénisants, au moins peu hostiles à la cause des appelants. Ainsi Malvin de Montazet, archevêque de Lyon de 1758 à 1788, est-il d'une extrême indulgence envers les ecclésiastiques jansénisants.
L'étude des groupes convulsionnaires lyonnais montre une certaine différence avec Paris, dans le recrutement et l'organisation. Le recrutement se fait également dans la petite et moyenne bourgeoisie, mais on trouve davantage de membres de la noblesse. Ces membres du second ordre sont généralement de noblesse récente, ou d'origine extérieure à Lyon. On ne trouve pas chez les convulsionnaires la haute société lyonnaise. La grande majorité des convulsionnaires lyonnais provient du peuple et est recrutée dans l'entourage des familles plus aisées.
Les réunions se tiennent chez des particuliers aisés. Les membres sont recrutés d'abord individuellement, puis ils font entrer dans l'Œuvre leur famille et leur maisonnée, contrairement aux Parisiens qui ont un engagement plus individuel. Les laïcs se fédèrent autour d'un « Père de l'Œuvre », religieux qui assure la liaison avec Paris, notamment pour le courrier. Les sept Pères de Lyon se rendent régulièrement à Paris pour apporter aux prophétesses, notamment la sœur Angélique Babet, le courrier des provinciaux. Les affinités entre prêtres et laïcs convulsionnaires se font souvent sur la base d'une éducation dans les collèges jansénisants de la région (chez les Oratoriens de la Trinité notamment), mais également au collège oratorien de Juilly ou, par exemple, les frères Desfours de la Genetière (principaux chefs lyonnais du mouvement) ont fait connaissance pendant leurs études d'Antoine de Bournissac, futur tête du mouvement convulsionnaire provençal.

### Fareins et lesBonjouristes
Dans les années 1770, le mouvement convulsionnaire se répand également dans le monde rural. Toute une génération de prêtres formés dans les séminaires lyonnais adhère à l'Œuvre, sans doute influencée par des hommes comme l'abbé Darles, curé de Saint-Georges-en-Couzan, au nord-est de Saint-Étienne, qui est identifié comme convulsionnaire dès la fin des années 1760.
C'est le cas notamment du fareinisme du groupe des frères Claude et François Bonjour. Ces deux prêtres ont été formés dans les séminaires jansénisants de Lyon, avant de recevoir des charges dans des paroisses rurales autour de Lyon. Claude Bonjour est d'abord professeur de théologie au collège Saint-Charles de Lyon (de 1768 à 1771), puis il est curé de Saint-Just-les-Velay. Il se fait chasser de cette paroisse en 1774. Il arrive alors au nord de Lyon, à Fareins-en-Dombes, où il est rejoint par son frère François, puis par un vicaire, l'abbé Jean Baptiste Farlay, qui est également membre de l'Œuvre. Dans ce village, le curé Bonjour distingue une dizaine de fidèles pour leur connaissance avancée des « mystères de l'Œuvre ». Ils se réunissent fréquemment, disent des offices, et se livrent aux convulsions et aux prophéties. Des réunions sans secours permettent de faire circuler les informations concernant les autres groupes convulsionnaires sur le territoire français. En effet, le groupe des fareinistes est clairement situé dans le mouvement pinéliste. Jean-Pierre Chantin note l'originalité de ces réunions de formation et d'information, apparemment absentes des habitudes parisiennes originelles.
Le groupe de Fareins est surtout connu par les scandales imputés à François Bonjour. Le conseiller de la sénéchaussée de Dombes, et futur conventionnel Merlino est son plus farouche adversaire et obtient même son emprisonnement. Il est accusé par des paroissiens récalcitrants devant les convulsions de s'enfermer seul avec des jeunes filles, causant « gémissements, coups sourds et marmottages ». La majorité des membres de ce groupe ne reçoit pas de grands secours. Les séances sont principalement des « conversations avec les anges », des visions et des percements de pieds à l'aide de petits couteaux. Les grands secours semblent réservés à la sœur Angélique Babet, bras droit parisien de Michel Pinel, mais elle meurt en 1786. Dès l'année suivante, en 1787, François Bonjour crucifie Étiennette Thomasson, une des prophétesses du village dans l'église paroissiale, devant plusieurs témoins. Il fait une large publicité de cette action, ce qui lui vaut une lettre de cachet l'envoyant en détention dans le monastère bourguignon de Tanlay. Son frère et le vicaire Farlay sont sommés de quitter le village. François Bonjour profitera de la Révolution française pour revenir à Fareins.

### Le jansénisme dans le Forez

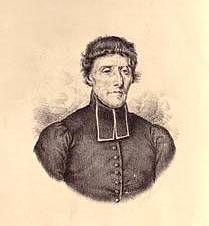
François Jacquemont, curé janséniste de Saint-Médard-en-Forez

Le mouvement convulsionnaire janséniste s'implante massivement dans le Forez, également à partir des années 1770. Les prêtres qui font entrer leurs paroissiens dans le mouvement sont, comme ailleurs, issus des séminaires et collèges lyonnais marqués par le jansénisme. La figure la plus marquante du mouvement est l'abbé François Jacquemont, mais il y a également d'autres groupes, comme celui de Saint-Jean-Bonnefonds, davantage proche des Bonjouristes de Fareins.
François Jacquemont est un des prêtres les plus en vue du mouvement. Il est modérément convulsionnaire, mais clairement figuriste. Dans sa paroisse de Saint-Médard-en-Forez, il pratique un augustinisme strict et correspond avec les jansénistes lyonnais, mais sans aller jusqu'aux séances convulsionnaires avec grands secours. Autour de sa paroisse, il crée des réunions d'« Amis de la Vérité », où se rencontrent les fidèles qui vénèrent le diacre Pâris. Il semble que la présence de visionnaires dans ces séances ne soit pas rare.
À Saint-Étienne, ce sont davantage des laïcs (comme à Lyon) qui adhèrent à l'Œuvre. Ils reçoivent régulièrement des visites de prêtres convulsionnaires et sont assez proches du groupe lyonnais.
Enfin, à Saint-Jean-Bonnefonds, paroisse proche de Saint-Just-les-Velay où officiait Claude Bonjour, un groupe convulsionnaire se met en place. Il évolue en étroit lien avec le groupe de Fareins et ne s'en éloigne qu'après la Révolution.
À la veille de la Révolution, on estime à 4 000 personnes l'importance du groupe janséniste forézien, massivement regroupé dans les environs de Saint-Étienne.

### La géographie convulsionnaire
Si Lyon est le groupe le mieux étudié jusqu'à présent, d'autres groupes convulsionnaires ont cependant existé dans les provinces.
On trouve ces groupes principalement dans le sud-est, entre Lyon et la Méditerranée, mais aussi dans les Alpes (à Notre-Dame-de-Vaulx).

« C'est ainsi que le pinélisme, instruit depuis l'au-delà par Abraham et soutenu en visions par mère Angélique Arnauld et Jean Soanen, fut implanté dans le Saumurois, le Lyonnais, le Forez, le Mâconnais, le Dauphiné et le Languedoc. Au cours de leurs pérégrinations qui durèrent jusque dans les années 1770, ses inventeurs fondèrent à Toulouse une communauté d'adeptes dont les membres formèrent à leur tour une église mère constituée d'une petite poignée d'éléments du troupeau de l'Église du Règne. »

 Cet important groupe monté à Toulouse, correspond activement avec Paris, et ce jusqu'au milieu du XIXe siècle. Réuni autour de la famille de Fourquevaux, il a également eu des liens importants avec les réfugiés carlistes espagnols durant le XIXe siècle.

## Les convulsionnaires et la Révolution française
Dans les années qui précèdent la Révolution française, les discours prophétisant des troubles se font de plus en plus présents. Le pouvoir royal et la hiérarchie catholique anti-janséniste sont voués aux plus terribles sorts. Le Parlement n'est pas épargné, lui qui s'est détourné depuis plusieurs décennies des convulsionnaires :

« Vers 1783. Écoutez vous tous, Gentilité, vous premièrement prêtres, qui devez conduire le peuple dans le chemin de la Vérité et l'en détournez. Aussi Dieu vous rejette et va vous charger de malédictions ; et va répandre votre sang en vous écrasant ; il va vous frapper de mort au pied même des autels que vous avez profanés et profanez tous les jours par vos sacrilèges et les sacrilèges que vous faites faire. […] Écoutez vous Rois, Princes et Grands […] Malheur à vous, Dieu va vous chatier, il va vous rejetter. Et vous Magistrats, qui supportez l'injustice, et qui tuez les innocents ; […] Aussi vos Palais que vous remplissez du sang de la Veuve et de l'Orphelin seront remplis du vôtre, vous serez méprisés, vous allez être rejettés de Dieu. […] Grand Dieu vous êtes méprisé, mais le temps de votre colère est venu. »

Face aux débuts de la Révolution, les groupes convulsionnaires ont des attitudes variées. Certains ne perçoivent pas immédiatement l'ampleur des bouleversements et appellent encore de leurs vœux, à la fin de l'année 1789, les jours de colère divine : « Le grand fléau n'est pas encore arrivé mais il s'achemine peu à peu et bientôt nous le verrons dans son étendue ». D'autres, dès le tout début des événements, considèrent que les prophéties sont accomplies : « Quand il n'y aurait pas autre chose, il y en aurait assez pour vérifier les annonces de l'Œuvre », déclare ainsi un dominicain au groupe lyonnais dans une lettre du 25 juillet 1789.
Les réactions face aux changements politiques et religieux sont diverses selon les groupes. Certains, comme les Fareinistes suivant les curés Bonjour dans leur paroisse des Dombes, adhèrent pleinement à la Révolution. Ils prêchent le patriotisme. Certains prêtres participent à des assemblées populaires et à des clubs révolutionnaires. À Saint-Jean-Bonnefonds, le curé convulsionnaire Drevet est décrit comme parlant librement de la Révolution et félicitant les enfants qui chantent La Carmagnole.
Un événement conforte ces convulsionnaires républicains dans l'idée que les temps attendus sont proches : le 18 août 1792, à Paris, naît le « prophète Élie ». François Bonjour, prêtre convulsionnaire et crucificateur, en est le père charnel. La proximité de cette naissance avec la journée du 10 août 1792 est relevée et vue comme l'annonce de temps nouveaux. L'enfant ayant, selon les adeptes, crié du 26 août au 2 septembre, il a annoncé les massacres de Septembre par lesquels Dieu châtie les prêtres antijansénistes. Pour les convulsionnaires révolutionnaires, le jeune Élie qui vient de naître est donc l'élément précurseur de la conversion des juifs et du retour du Christ. Pour les rapports de police, d'ailleurs, « le but de cette secte est de rétablir le judaïsme avec des modifications et d'en faire une Religion de tous les peuples ».
Jean-Pierre Chantin note que dans les intérieurs des familles convulsionnaires de conviction révolutionnaire, on trouve encore, au milieu du XIXe siècle, des portraits de Robespierre, Marat ou Danton.
D'autres groupes, notamment à Lyon, sont farouchement opposés aux événements révolutionnaires. Ils y voient le châtiment divin, eux aussi, mais sans adhérer aux évolutions du temps. Rejetant la constitution civile du clergé, ils y voient « le plus noir attentat qu'on ait jamais commis contre l'Église et la religion ». Alors que leurs principales visionnaires disparaissent juste avant la Révolution, ils reprennent les anciennes prophéties et les relisent à la lumière des nouveaux événements. La Révolution est ainsi vue comme un temps de déchaînement de la colère divine, nécessaire pour l'accomplissement des desseins de Dieu. La France doit être éprouvée de plus en plus, jusqu'à la consommation du « Mystère d'Iniquité ». Alors, les temps de conversion des juifs et le renouvellement de l'Église pourront se faire. Les fidèles de la « Vérité » justifient leur sort : « Dieu (les) éprouve et (les) afflige pour les purifier et les rendre dignes de Lui ».
Les visions des nouvelles prophétesses sont apocalyptiques :

« Paris, malheureuse ville, je te rendrai déserte ; tes habitans vont te quitter, tes prêtres te maudire […] Les Nègres, les Sauvages vont entrer en France : ils détruiront tout et tout sera renversé jusqu'au culte extérieur. La sœur parle de nouvelles écoles pour l'erreur, d'un nouveau catéchisme, d'une nouvelle doctrine, de mauvais traitemens à ceux qui s'opposeront à ces maîtres du mensonge. Il y aura à Rome un concile par dépit, et qui ne produira que des désastres. »

Un troisième groupe adhère dans un premier temps à la Révolution, notamment dans le Forez. Tous les curés convulsionnaires de cette région signent dans un premier temps la constitution civile du clergé. Ils souhaitent participer à ce qu'ils appellent la « régénération de l'Église ». Mais, au vu des événements, certains se rétractent, notamment en 1794. Environ un tiers des curés convulsionnaires d'une grande région lyonnaise, mené par François Jacquemont, curé de Saint-Médard-en-Forez, oscille ainsi entre une acceptation des modalités ecclésiales de la constitution civile du clergé et le refus de la vague déchristianisatrice.
Les groupes parisiens ou d'autres régions sont très mal connus pour la période révolutionnaire. On sait cependant qu'en lien avec les fareinistes, un groupe parisien, fort d'une centaine de personnes et regroupé autour de François Bonjour et de son fils Élie, s'engage dans la Révolution. L'abbé Fialin, un prêtre convulsionnaire, est ainsi secrétaire de la section hébertiste de Paris.
Ces divisions face à la Révolution ne s'apaisent pas avec la fin de celle-ci, et les dissensions sont également marquées au sujet du Concordat de 1801.

## Vers une extinction du mouvement auXIXesiècle
La sortie de la Révolution, pour les mouvements, se fait à l'occasion du concordat de 1801. Celui-ci, en mettant en place une remise à plat des institutions ecclésiastiques françaises, cause un choc certain dans des communautés ancrées dans le souvenir. Que ce souvenir soit fidèle à l'Ancien Régime ou à l'Église constitutionnelle, il est ébranlé puisque le pape Pie VII, allié au consul Bonaparte, demande une démission généralisée. Les groupes convulsionnaires vont donc réagir fortement, en accentuant les différences déjà constatées pendant la Révolution. Ces positions sont la cause directe du devenir de ces groupes au XIXe siècle.

### Le groupe lyonnais
Le groupe des convulsionnaires lyonnais est radicalement opposé au Concordat. Il y voit une usurpation des sièges épiscopaux d'Ancien Régime. De même qu'il a massivement rejeté la constitution civile du clergé, il rejette cette nouvelle organisation et considère que le pape usurpe ses droits en la matière, tout comme la constitution civile du clergé était illégitime pour déposer les prêtres réfractaires.
En 1802, le père Chaix, un des rares prêtres membre du groupe lyonnais (qui se caractérise par une forte proportion de laïcs et quelques Réguliers), publie un « Catéchisme pour le Concordat ». Cet ouvrage est fondateur pour l'opposition lyonnaise au Concordat. Il refuse l'intervention d'un gouvernement dans des questions d'Église, conteste les modifications cultuelles (par exemple la réduction des fêtes chômées) et disciplinaires. Le père Chaix prône un refus de communication avec l'Église nationale de son temps, tout en réfutant le terme de « Petite Église », puisque selon lui il n'est pas sorti de l'Église universelle.
Les membres du groupe lyonnais se placent donc dans une posture de groupe d'opposants religieux à l'Église. À partir de 1831 après la mort de l'abbé Claude Germain, curé de Lacenas, ils n'ont plus de prêtre. Cela modifie leur façon de vivre et l'évolution du groupe. Il n'y a pas de prosélytisme mais au contraire un repli communautaire. Ils ne participent pas à la messe paroissiale mais disent entre eux des offices à l'aide d'ouvrages anciens, datant principalement de l'épiscopat de Malvin de Montazet. On s'instruit avec le catéchisme du même Montazet, encore édité en 1844, ainsi qu'avec les ouvrages convulsionnaires de Desfours de la Genetière (Les Trois États de l'Homme, rééd. en 1851) ou, en 1886, les Consolations pour les fidèles en temps de persécution de Demaris. Le souvenir de Port-Royal et des jansénistes du XVIIIe siècle est permanent, notamment par les prières au « saint évêque de Senez » (Jean Soanen) ou par les litanies des « saints jansénistes » qui sont récitées :

« Saint prophète Élie, saint Michel notre pontife, saint Soanen notre père, saints Jansenius, Pavillon, Colbert, Varlet, saints Jean de Hauranne, de Saci, de Bagnols, tous les saints de Port-Royal, saint François de Pâris notre protecteur […] Sainte mère Angélique notre protectrice, toutes les saintes de Port-Royal […] tous les saints et les saintes de Dieu attachés à l'appel et à l'œuvre des convulsions, accordez nous la foi en votre œuvre. »

Les Lyonnais embauchent certains ruraux venus de paroisses jansénisantes de la Dombes et du Beaujolais, par exemple. On se regroupe en fabriques, on vit en quartiers. Le quartier de la Croix-Rousse à Lyon est réputé être le bastion des anticoncordataires. De riches membres de l'Œuvre, comme les familles Bergasse, et plus tard la famille Berliet ou la famille Rolland, fournissent travail et relations aux autres membres du groupe. Des possessions viticoles dans le Beaujolais permettent également de financer le groupe. Des écoles sont créées, afin d'instruire les enfants dans la tradition port-royaliste. Elles existent toujours aujourd'hui. Le groupe lyonnais se maintient, depuis le XIXe siècle, à environ 400 personnes.
Le groupe lyonnais, s'il décroît progressivement au cours du XIXe siècle, reste cependant un des plus importants, et surtout le seul encore existant réellement de nos jours. Malgré de fréquentes tentatives de rapprochement avec l'Église catholique, il reste hostile à une réintégration tant que le concordat de 1801 n'aura pas été fermement condamné. Lors du Concile Vatican I, en 1869-1870, la communauté lyonnaise prend la tête d'une délégation des différentes petites Églises françaises (notamment la Petite Église des Deux-Sèvres) et se rend à Rome pour essayer de négocier son retour dans l'Église romaine. Marius Duc, instituteur du groupe lyonnais, se rend à Rome avec un Vendéen, porteurs d'un mémoire dénonçant vigoureusement le Concordat mais ne s'exprimant pas véritablement sur la question de la bulle Unigenitus. Ils ne sont pas entendus. Le dogme de l'infaillibilité pontificale est pour eux un échec, puisqu'ils le comprennent comme niant implicitement toute erreur de Pie VII au moment du concordat. Les autorités religieuses exigent progressivement de moins en moins de renonciation de leur part pour un retour dans l'Église, mais les retours visibles sont pour autant assez rares. Les désaffections se font essentiellement lors de mariages avec une personne extérieure au groupe.
Les Lyonnais ont nettement la prééminence parmi les autres groupes convulsionnaires de province. Ils sont en contact constant avec les jansénistes parisiens, qui sont pour la plupart hostiles aux convulsions. Louis Silvy est leur principal correspondant au début du XIXe siècle, puis ils sont en relation avec les rédacteurs des journaux jansénistes et gallicans comme la Chronique religieuse ou la Revue ecclésiastique. À la fin du XIXe siècle, ils sont également en relation avec la Société de Port-Royal, à qui ils font d'importants dons consacrés à la publication d'ouvrages sur le jansénisme ou à la restauration de Port-Royal des Champs.

### Les bonjouristes, vers un éloignement de la filiation janséniste
La communauté convulsionnaire groupée autour de François Bonjour est assez malmenée après la Révolution. François Bonjour tente de revenir dans sa paroisse de Fareins, mais se trouve en butte à l'hostilité d'une partie de ses paroissiens. Avec son fils Élie, il garde cependant une influence certaine auprès des groupes de convulsionnaires. À la sortie de la Révolution, il est encore soutenu par une moitié environ de son village, soit 600 personnes, mais les effectifs baissent rapidement. Cette désaffection est notamment causée par le fait que les événements prophétisés par François Bonjour concernant son fils ne se produisent pas. François et Claude Bonjour sont arrêtés et exilés à Ouchy en Suisse en 1805 et meurent à Ribemont.

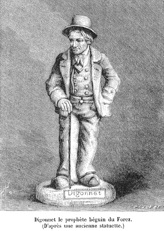
Statuette représentant Jean-Baptiste Digonnet, le Petit Bon Dieu des Béguins du Forez, XIXe siècle

Le groupe bonjouriste a une attitude de rejet du concordat de 1801, estimant que le pape a usurpé son pouvoir. Les paroissiens de Fareins ne suivent pas tous Bonjour dans cette attitude, et assistent aux offices du curé concordataire, même avec des réserves. Ils gardent une distance critique par rapport à l'Église, ainsi que quelques pratiques communautaires et une faible pratique religieuse à la paroisse. Au milieu du XXe siècle, le groupe a quasiment disparu, ne laissant qu'une impression de stricte pratique religieuse et un attachement lointain à Port-Royal.
Quant au groupe bonjouriste du Forez, groupé autour de Saint-Jean-Bonnefonds, il rompt ses liens avec les Bonjour et se dirige vers un fonctionnement d'Église parallèle. Ses membres reçoivent rapidement le nom de « Béguins ». Ils vivent à l'écart de l'Église concordataire, fonctionnant en communauté, sans prêtre, attendant dans la tradition figuriste et convulsionnaire le retour du prophète Élie. Ils pensent avoir atteint leur but en 1846, avec l'apparition dans leur groupe de Jean-Baptiste Digonnet, un vagabond apparemment passé par les groupes protestants méthodistes du sud du Massif central qui se répandent à l'époque. Celui-ci se présente comme le prophète Élie et leur annonce le retour de Jésus-Christ, précédé des trois fléaux traditionnels : famine, peste et guerre, que les Béguins reconnaissent volontiers dans le contexte politique et économique difficile du milieu du XIXe siècle. Il est appelé par les Béguins le « Petit bon Dieu » et simplifie la tradition janséniste et convulsionnaire jusqu'à l'amener vers une croyance à la réincarnation des corps des âmes élues par Dieu. Cela amène le groupe à des pratiques cultuelles originales, comme le refus du culte des morts, l'enterrement dans des fosses communes etc. Les Béguins portent également une marque distinctive, le « signe de Digonnet », décrit ainsi quelques décennies plus tard :

« Il (Digonnet) avait sur eux une telle autorité qu'il réussit à leur faire porter un insigne extérieur qu'ils conservent encore aujourd'hui. Les hommes mettent à leur chapeau un petit cordelet noir noué par devant avec des bouts tombants. Les femmes portent sur leur tête une sorte de mirliton en étoffe. […] Il est de l'épaisseur du petit doigt et formé d'une mousseline blanche sur laquelle s'enroule un ruban rouge grossier. […] En général, les jeunes filles et les enfants portent ce signe directement sur leurs cheveux, les femmes sur leurs bonnets ; elles le gardent nuit et jour et ne doivent jamais le quitter. Il saute aux yeux du voyageur même inattentif. »

Digonnet est interné en 1848 pour « aliénation mentale et monomanie », mais il reste l'objet de culte à Saint-Jean-Bonnefonds et aux alentours. Il meurt en 1857. Le groupe se maintient autour des pratiques cultuelles, essentiellement funéraires, jusqu'au milieu du XXe siècle où il semble disparaître, noyé dans l'industrialisation de Saint-Étienne. Les cas de passage au protestantisme, notamment quaker, dans le contexte du Réveil protestant, sont également assez fréquents. Toutefois il n'est pas exclu que la tradition béguine soit encore vivante dans certaines familles, bien que tout lien avec le jansénisme ou l'origine du mouvement convulsionnaire soit oublié.
Un groupe bonjouriste subsiste à Paris, nommé « la Famille ». Il est issu d'Élie Bonjour, le fils de François Bonjour, de Jean-Pierre Thibout, qui fut le portier de Bonjour lors de leur séjour à Paris, et de François Havet. Installé dans l'est parisien, le groupe se ferme en 1892 sous l'influence d'Augustin Thibout. Composé uniquement de membres des mêmes familles (avec seulement huit patronymes), il subsiste au début du XXIe siècle dans la plus grande discrétion,.

### Les «communicants»
Dans le Forez également, mais davantage autour de l'abbé François Jacquemont, les convulsionnaires plus modérés réagissent un peu différemment à la fin de la Révolution et au Concordat de 1801. Sans en accepter tous les termes, ils ne conçoivent pas de se mettre trop à l'écart de l'Église et inaugurent une attitude de présence discrète, critique mais obéissante, qui fait qu'on les appelle les « communicants ». Groupés principalement autour de Saint-Étienne, dans des villages comme Saint-Médard-en-Forez, La Tourette, Saint-Jean-Soleymieux ou Marols, les communicants sont estimés à 4 000 personnes au tout début du XIXe siècle.
Ils assistent aux offices paroissiaux, mais restent très proches, notamment pour leur formation religieuse et leurs exercices spirituels, de leurs traditions. Ils continuent à se réunir entre eux et sont sous la direction spirituelle de François Jacquemont, qui n'a plus de cure depuis le concordat, ayant refusé personnellement de signer le Formulaire d'Alexandre VII et de condamner la bulle Unigenitus.
Outre leur rôle local, François Jacquemont et son groupe de communicants sont à la charnière entre les convulsionnaires de toute la région lyonnaise, qui sans partager ses prises de position, respectent profondément le prêtre forézien, et les groupes jansénisants parisiens qui fondent au début du XIXe siècle la Société de Port-Royal. Jacquemont entretient une grande correspondance, notamment, avec Louis Silvy, et passe les vingt dernières années de sa vie à écrire pour la défense de la cause janséniste, à publier des discours de visionnaires convulsionnaires, à garder le lien entre les différents groupes.
Mais il meurt en 1835. C'était le dernier prêtre de tendance convulsionnaire dans la région. Dès lors, le groupe des communicants commence à s'étioler. Il est la cible d'une pression non négligeable de la part du clergé concordataire, qui souhaite faire revenir complètement dans l'Église ces fidèles récalcitrants mais moralement exemplaires. Au milieu du XIXe siècle, les communicants ont disparu en tant que groupe constitué.
À Saint-Étienne même, quelques familles résistent plus longtemps, en lien fort avec les jansénistes parisiens, notamment par l'intermédiaire des revues engagées comme la Revue ecclésiastique. Avec eux, ils continuent de croire que les temps attendus sont proches. Les événements qui se bousculent au milieu du siècle (chute de Louis-Philippe, Révolution de 1848, proclamation du dogme de l'Immaculée conception en 1854, etc.) sont autant de signes précurseurs. Mais les événements politiques passent, et rien n'advient. Le découragement prend petit à petit, même s'ils tentent encore de se persuader que la conversion des juifs est proche :

« Un chrétien catholique doit y croire. Et qui sait si ce qui se passe en Europe depuis vingt ans n'y est pas un acheminement ? Partout les Juifs ont reconquis et jouissent de tous les droits de citoyens et chez la généralité des peuples une profonde haine fermente contre l'Église romaine. Elle ne veut à aucun prix faire des concessions à l'esprit moderne. Le Premier Pasteur de cette Église décrète des dogmes nouveaux, inconnus de toute l'Antiquité… L'ultramontanisme a gagné le corps épiscopal… Mille ans font comme un jour aux yeux de Dieu. Attendons ! »

Dans les années 1870, les Stéphanois se détachent formellement de leurs traditions convulsionnaires, en cédant à la municipalité de Saint-Étienne une maison appelée « Maison des jansénistes », où ils se réunissaient, ainsi que de nombreux documents et leurs bibliothèques à la municipalité. Ne reste visible, au cimetière de la ville, que le « tombeau des jansénistes », qui accueille plusieurs membres de l'Œuvre, et est possédé par un descendant de convulsionnaires. Mais si les groupes sont éclatés, une certaine pratique de la foi reste, remarquée lors d'enquêtes au début du XXe siècle. Dans celle de Benoît Laurent, effectuée dans les années 1930, l'auteur estime que certaines familles jansénistes subsistent encore, avec les caractéristiques suivantes : « une certaine hésitation à l'égard de la communion fréquente, un respect doublé d'appréhension de ce sacrement, inséparables pour certains esprits de celui de la pénitence ».

## Les convulsionnaires dans l'histoire de la psychiatrie
Le mouvement convulsionnaire, par son côté spectaculaire et déroutant, a intéressé les médecins dès le XVIIIe siècle, mais il a également une place particulière dans l'histoire de la psychiatrie au XIXe siècle. « À la faveur de la science psychologique naissante, les convulsions parisiennes vont représenter l'accident exemplaire, la pathologie essentielle à déchiffrer ».

### Les convulsionnaires vus par les partisans du magnétisme animal

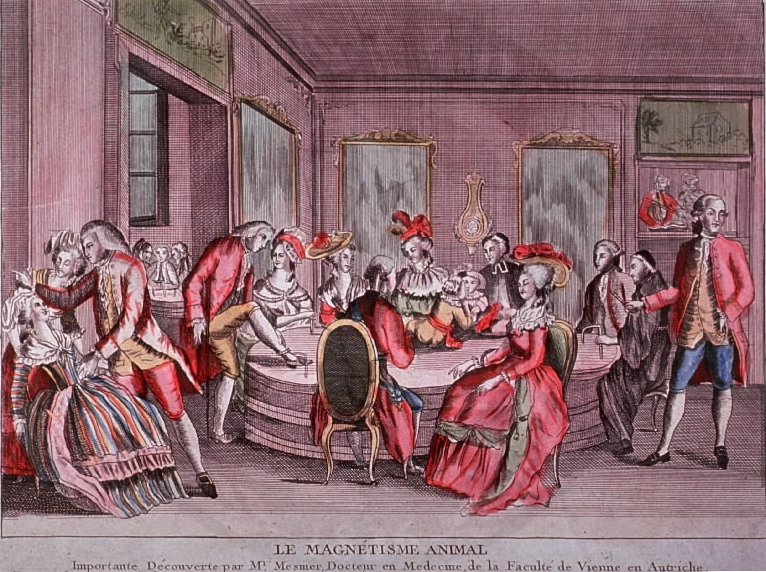
Gravure représentant un « baquet » de Mesmer.

Le mouvement convulsionnaire est, tout d'abord, revendiqué par les partisans du magnétisme animal. Ainsi le médecin Alexandre Bertrand note les ressemblances entre les convulsions et l'état des patients magnétisés lors des traitements collectifs introduits à Paris par le médecin allemand Franz Anton Mesmer dès 1780. Lors des traitements collectifs de Mesmer se manifestent également des phénomènes contagieux de convulsions, dites « crises magnétiques », au cours desquelles les patients, surtout des femmes, perdent leur contrôle et sont pris de convulsions. Mesmer considère que ces convulsions ont une vertu thérapeutique en ce qu'elles indiquent que le fluide, renforcé par les passes magnétiques, surmonte l'obstacle qui s'opposait à sa circulation dans le corps du malade.
Des témoins décrivent ces crises : « La respiration était précipitée ; elle étendait les deux bras derrière le dos en les tordant fortement, et en penchant le corps en devant ; il y a eu un tremblement général de tout le corps ; le claquement de dents est devenu si bruyant qu'il pouvait être entendu du dehors ; elle s'est mordu la main, et assez fort pour que les dents soient restées marquées ». « M (X) a conté à Mr André et à Mr de Lalane qu'il a été très étonné d'une magnétisée qui lui a demandé des coups de poing sur le dos. […] Ne se sentant pas encore soulagée, elle a demandé qu'on prit un bâton. On lui a donné par degré jusqu'à une violence à briser les os. On a cessé par fatigue et la personne a dit qu'elle n'était pas pleinement soulagée. […] Cependant cela les rend très empressés à rechercher les écrits sur les convulsions et le livre de M. de Montgeron ».
Les convulsions demeurent chez certains successeurs de Mesmer, comme chez Puységur, pour qui elles ne sont plus le modèle d'entrée dans la crise mais le prix à payer pour la guérison de certaines maladies. Puységur n'encourage pas leur expression mais déclare qu'« il est rare qu'une maladie chronique se guérisse sans le passage de crises violentes, soit convulsives soit autrement ».
Bertrand souligne que l'on retrouve des caractéristiques similaires entre les convulsionnaires et les somnambules de Puységur, notamment les phénomènes de « lucidité magnétique » par lesquels « les convulsionnaires avertissaient, d'une manière surnaturelle, des maux dont étaient atteintes les personnes qui venaient les consulter [et] comme les somnambules aujourd'hui prétendaient pouvoir donner des renseignements positifs sur la marche de la maladie, son mode de terminaison, etc. ». Autre similitude, la crise de convulsion, comme l'état somnambulique, donne souvent « aux convulsionnaires beaucoup plus d'esprit, de pénétration et d'intelligence qu'ils n'en avaient dans leur état ordinaire ».

### Les convulsionnaires vus par les premiers aliénistes
Au début du XIXe siècle, les premiers aliénistes qui se penchent sur l'étude de l'hystérie, ont d'une manière ou d'une autre un lien avec le jansénisme et les convulsionnaires : Antoine-Athanase Royer-Collard, médecin en chef de la maison d'aliénés de Charenton, est comme son frère Pierre-Paul Royer-Collard un produit de l'éducation oratorienne, jansénisante et figuriste de la fin du XVIIIe siècle. Son confrère François Guéneau de Mussy, également médecin à Charenton, est issu d'une famille janséniste de Semur-en-Auxois, ancien élève des oratoriens de Lyon, et époux de Julie Bergasse, une nièce de Nicolas Bergasse appartenant à une des grandes familles de la Petite Église de Lyon.
En 1845, un autre médecin de Charenton, le docteur Calmeil, consacre un chapitre aux convulsionnaires dans son traité De la folie considérée sous le point de vue pathologique, philosophique, historique et judiciaire. Il considère que les convulsionnaires souffrent d'un délire qu'il appelle « théomanie extato-convulsive » :

« On s'aperçoit tout de suite de la ressemblance qui existe entre les habitudes des convulsionnaires jansénistes et celles de certains lypémaniaques qui, bien que séquestrés, se mettent sans cesse en opposition avec les ordres de la médecine […] et qui s'imaginent se rendre agréables à Dieu en se livrant à toutes ces extravagances. […] L'occlusion des sens et la concentration du travail intellectuel semblaient poussés tellement avant, sur quelques malades, qu'il leur arrivait de rester plongés, plus ou moins longtemps, dans un état qui n'était pas sans analogie avec la catalepsie ; dans leur langage, les convulsionnaires désignaient cette sorte de ravissement sous le nom d'« état de mort ». »

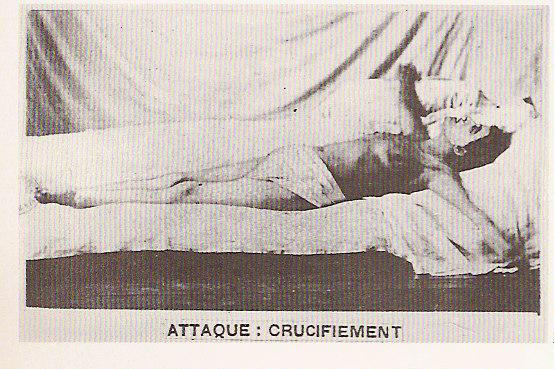
Crucifixion extatique, Iconographie de la Salpêtrière, 1877.

Les convulsionnaires sont donc classés parmi les malades mentaux, et non plus seulement comme des dissidents religieux, des imposteurs ou des fanatiques. Dans la deuxième moitié du XIXe siècle, la révision radicale du concept d'hystérie, sous l'impulsion du fondateur de la neurologie française Jean-Martin Charcot et de ses collaborateurs de l'École de la Salpêtrière, remet en lumière les études sur les convulsionnaires.
En 1870, Charcot obtient la responsabilité d'un service spécial réservé à un grand nombre de femmes souffrant de convulsions. Il cherche alors à établir les critères qui permettent de distinguer les convulsions épileptiques des convulsions hystériques. Autant la phase de convulsions simples du cimetière Saint-Médard ne lui pose pas de problème, car il y voit des cas « bien avérés de contracture permanente des hystériques », autant les secours le font s'interroger.
Il rejette la thèse de la simulation systématique : « Dans l'épidémie de Saint-Médard, par exemple, les coups d'épée que l'on portait aux convulsionnaires ne produisaient pas, dit-on, d'hémorragie. La réalité du fait ne peut être repoussée sans examen ». Il admet cependant la possibilité d'une exagération dans les récits des séances de secours. Il réfute cependant son prédécesseur, le docteur Hequet, qui ne voit dans les séances de secours que « lubricité ». Pour lui, « il est beaucoup plus simple et beaucoup plus légitime d'admettre que les secours - à part les amplifications suggérées par l'amour de la notoriété - répondaient à une pratique toute empirique, et dont le résultat était de produire un amendement réel dans les tourments de l'attaque hystérique ».
Les convulsionnaires deviennent un cas d'école pour les neurologues et les psychiatres de la fin du XIXe siècle. L’Iconographie photographique de la Salpêtrière de 1877 les évoque au sujet des crucifixions mystiques. Il en va de même avec certains récits de médecins qui lisent et relisent La vérité des miracles… de Louis Basile Carré de Montgeron, ouvrage considéré comme une source très riche sur l'hystérie : « Le curieux livre de Carré de Montgeron dans lequel il expose avec tant de soin l'histoire de la maladie et de la guérison de quelques-uns des miraculés devient pour nous comme un recueil d'observations médicales qui, par la précision des détails, nous permet de reconnaître la véritable nature des accidents morbides dont il est parlé ».
Certains psychiatres s'exercent à poser des diagnostics à partir du livre de Montgeron ou des gravures de Jean Restout qui l'ornent.

### Les convulsionnaires vus par les psychanalystes
Avec l'arrivée de la psychanalyse au XXe siècle, l'intérêt pour les convulsionnaires ne faiblit pas dans le milieu médical mais il est interprété différemment, sous la notion de « discours de l'hystérique ». Le convulsionnaire incarne ainsi la subversion lorsqu'il s'oppose à la rationalité et au pouvoir. Il est, comme sous le jouet d'un chef charismatique, manipulable et manipulé selon le milieu psychique où il vit. Il entre en convulsion ou s'arrête selon qu'il est dans une position de subversion ou d'obéissance. Le psychanalyste Octave Mannoni situe les convulsionnaires comme une étape historique entre les phénomènes de possession et le transfert psychanalytique : « le transfert est ce qui nous reste de la possession, et on l'obtient par une série de soustractions. On élimine le diable, restent les convulsionnaires. On élimine les reliques, restent les « magnétisés » de Mesmer. On élimine le baquet, on a l'hypnose et le « rapport ». On élimine l'hypnose, il reste : le transfert ».

## Les mal-aimés de l'historiographie janséniste
Les convulsionnaires ont une place à part dans l'historiographie janséniste. De par leur côté scandaleux et irrationnel, ils sont souvent mis à part et considérés comme une dérive honteuse du mouvement, à dissocier notamment du jansénisme parlementaire et appelant du XVIIIe siècle.
Cette distance entre les deux branches du jansénisme du XVIIIe siècle se met en place dès l'époque des convulsions, comme il est exposé plus haut : les parlementaires refusent de se sentir associés aux convulsionnaires. Pourtant de nombreux membres de cette société janséniste sont proches de l'Œuvre des convulsions, comme l'abbé d'Étemare.
Lorsque Port-Royal et le jansénisme deviennent des objets d'étude historique et littéraire, au XIXe siècle, les convulsionnaires en sont complètement écartés. L'abbé Grégoire n'en parle pas dans ses Ruines de Port-Royal des Champs, non plus qu'Eustache Degola lorsqu'il commémore la destruction de Port-Royal en 1809.
Sainte-Beuve dans son monumental Port-Royal parle de l'« ignominie des convulsions » et conseille à ses lecteurs de se tenir éloignés de cette part de la postérité du jansénisme : « Honnêtes gens de l'avenir, attendez, pour faire le pèlerinage, que le flot des sectaires soit écoulé ».
Augustin Gazier n'est pas plus enclin à lier jansénisme et convulsions. S'il a une sincère admiration pour le diacre François de Pâris ou François Jacquemont, il refuse de faire entrer dans la généalogie janséniste l'Œuvre des convulsions, non plus que les petites Églises, à qui il n'octroie qu'un vernis port-royaliste. Parlant de Jacquemont, il sous-estime notamment son engagement convulsionnaire : « Jamais il n'a donné dans les excès des convulsionnaires lyonnais, fareinistes ou autres ».
Concernant les convulsionnaires et les secours, il admet les miracles sans accepter les convulsions et surtout les secours. Il se trouve, comme beaucoup de jansénistes du XIXe siècle (tel Louis Silvy) dans une attitude de compréhension et d'acceptation, de justification du merveilleux, sans donner de crédit aux dérives secouristes. Il préfère réserver son jugement en attendant de nouvelles études : « Il est impossible de se prononcer de manière absolue et de prendre parti pour ou contre. Le plus sage est d'attendre en silence que la science ait dit son dernier mot, si jamais elle parvient à pouvoir le dire ».
La littérature concernant les convulsionnaires est donc essentiellement médicale jusqu'à la deuxième moitié du XXe siècle. Elle est aussi composée de nombreuses études érudites locales, sur des groupes de convulsionnaires, notamment dans la région lyonnaise. Des enquêtes comme celle de Benoît Laurent dans les années 1930 permettent d'assister au déclin des groupes.
Le renouveau des études, et leur inscription dans l'histoire du jansénisme, date des années 1980. L'ouverture de la Bibliothèque de Port-Royal et de divers fonds d'archives a permis aux historiens de se pencher sur un « serpent de mer » de l'historiographie janséniste, et d'en tirer de nombreuses conclusions portant sur l'histoire des mentalités (Catherine Maire), des groupes locaux (Jean-Pierre Chantin) mais aussi de réinscrire les convulsionnaires dans le monde politique de leur temps (Dale K. Van Kley). Mais les travaux d'exploration des fonds d'archives de groupes jansénistes sont encore loin d'être terminés, ce qui explique notamment la place prépondérante des convulsionnaires lyonnais dans l'historiographie convulsionnaire actuelle, place amenée à être réévaluée au fur et à mesure de l'avancée de la recherche.

## Sources sur le mouvement convulsionnaire
- Vie de M. François de Paris, Utrecht 1729 ;
- Relation des miracles de St. François de Paris, Bruxelles 1731 ;
- Louis Basile Carré de Montgeron (1686-1754): La vérité des miracles opérés par l'intercession de M. de Paris. Demontrée contre M. l'Archevêque de Sens. Utrecht: Libraires de la Compagnie 1737 ;
- Johann Lorenz v. Mosheim, Dissertationes ad historiam ecclesiasticam pertinentes II, 1743, 307 ff. ;
- Voltaire : Article « Convulsions » du Dictionnaire philosophique portatif (1764)
- August Tholuck, Vermischte Schiften. I, 1839, 133 ff. ;
- Pierre-François Mathieu, Histoire des Miraculés et des Convulsionnaires de Saint-Médard. Précédée de la vie du diacre Paris, d'une notice sur Carré de Montgeron et d'un coup d'œil sur Jansénisme depuis son origine jusqu'à nos jours, Paris, 1864 (deuxième édition).